# Max-Planck-Institut für molekulare Genetik
Das Max-Planck-Institut für molekulare Genetik (MPIMG) ist ein molekulargenetisches Forschungsinstitut der Max-Planck-Gesellschaft in Berlin-Dahlem.

## Geschichte
Das MPIMG geht zurück auf das 1926 gegründete Kaiser-Wilhelm-Institut für Anthropologie, menschliche Erblehre und Eugenik, dessen Abteilung für experimentelle Erbpathologie 1953 als Max-Planck-Institut für vergleichende Erbbiologie und Erbpathologie in die Max-Planck-Gesellschaft übernommen wurde.
Der erste Direktor dieses Instituts von 1953 bis 1960, Hans Nachtsheim, war 1941 bis 1945 Leiter der Abteilung für experimentelle Erbpathologie am Kaiser-Wilhelm-Institut für Anthropologie, menschliche Erblehre und Eugenik (KWI-A). Von 1960 bis 1965 folgte Fritz Kaudewitz (1921–2001) als Direktor.
Die Umbenennung des Max-Planck-Institut für vergleichende Erbbiologie und Erbpathologie erfolgte 1964 in Max-Planck-Institut für molekulare Genetik. Dessen erste Direktoren waren Heinz-Günter Wittmann und Heinz Schuster. Thomas Trautner wurde kurz darauf als dritter Direktor ernannt. Die damals drei Abteilungen sowie die Nachwuchsgruppen des nach Otto Warburg benannten Otto-Warburg-Labors zogen 1970 in neue Gebäude um. Ein zusammen mit dem Fritz-Haber-Institut betriebenes gemeinschaftliches Rechenzentrum wurde 1986 eröffnet.
Ein unter Förderung des Berliner Senats mit der Schering AG gegründetes Institut für Genbiologische Forschung, seit 1986 zunächst auf dem Campus des MPIMG betrieben, wurde schließlich unter seinem Direktor Lothar Willmitzer (* 1952) als Max-Planck-Institut für molekulare Pflanzenphysiologie nach Golm bei Potsdam verlegt. Dessen ursprüngliches Gebäude wurde 2001, als auch eine Tochtergesellschaft der Schering AG es verließ, dem MPIMG zugeschlagen.

## Abteilungen
Das MPIMG gliedert sich seinen Forschungsgebieten entsprechend in folgende Abteilungen und Forschergruppen:
- Entwicklungsgenetik – Bernhard G. Herrmann
- Genomregulation – Alexander Meissner
- Bioinformatik – Martin Vingron

### Weitere Forschungsgruppen
- Entwicklung und Krankheit – Stefan Mundlos

### Otto-Warburg-Laboratorium
Das Otto-Warburg-Labor beherbergt folgende Nachwuchsgruppen (Stand 07/2017):
- Quantitative RNA Biology (Tugce Aktas)
- High-Resolution Functional Genomics (Andreas Mayer)
- Systems Epigenetics (Edda Schulz)
- Gene Regulation and Systems Biology of Cancer (Marie-Laure Yaspo)

### Scientific Core Facilities
- Flow Cytometry (Claudia Giesecke-Thiel)
- Mass Spectrometry (David Meierhofer)
- Microscopy and Cryo-Electron Microscopy (Thorsten Mielke)
- Sequencing (Stephan Lorenz)

## Emeritusgruppen
Gruppen von emeritierten Direktoren sind (Stand Mitte 2015):
- Analyse des Vertebratengenoms (Genom der Wirbeltiere) – Hans Lehrach
- Molekulare Humangenetik – H.-Hilger Ropers[5]

## International Max Planck Research School (IMPRS)
Das MPI für molekulare Genetik koordiniert die Doktorandenschule „IMPRS for Computational Biology and Scientific Computing“, an der außerdem die FU Berlin und das „CAS-MPG-Partner Institute for Computational Biology“ in Shanghai beteiligt sind. Sprecher der IMPRS ist Martin Vingron.